# 纳道什·彼得

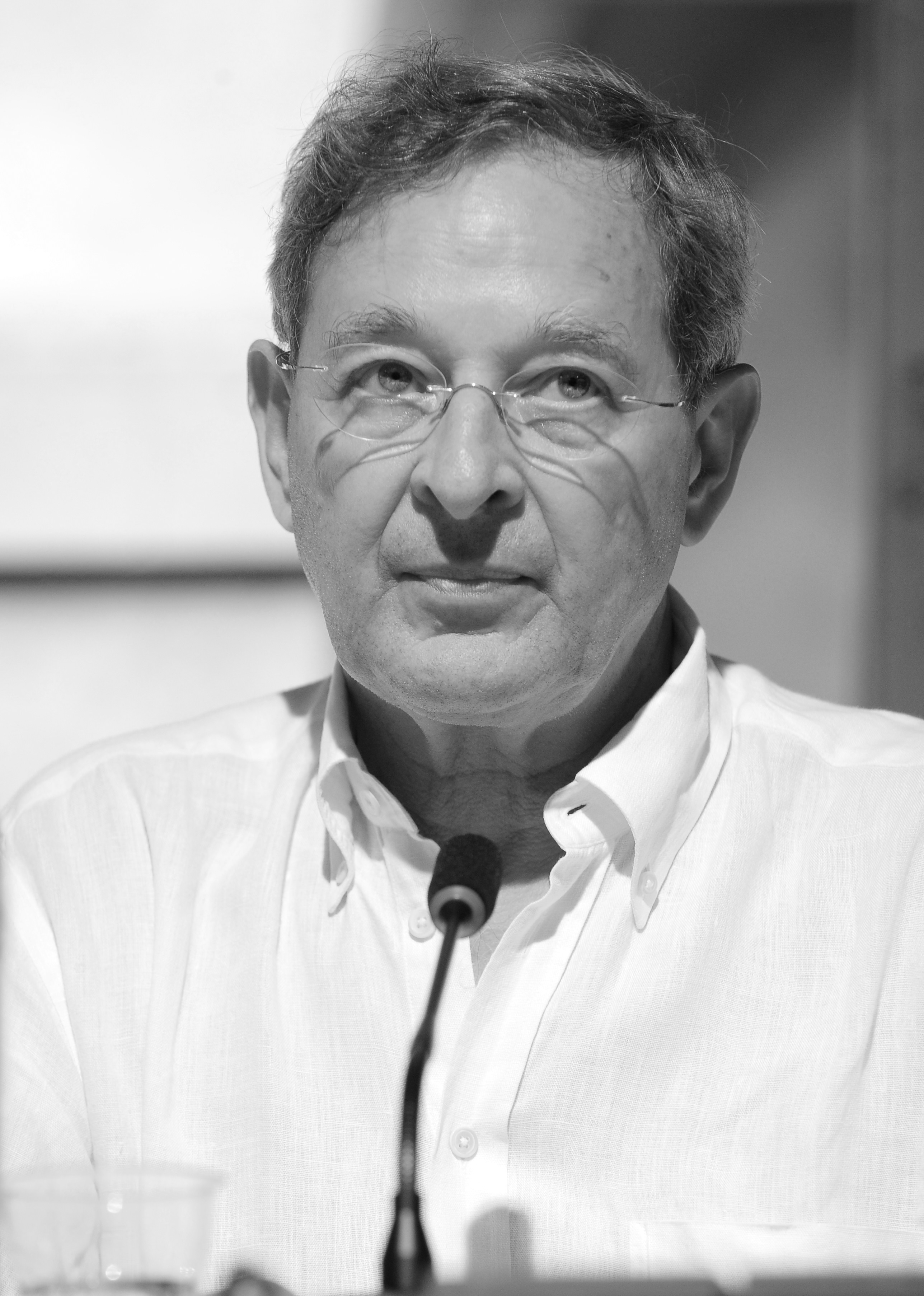
纳道什·彼得

纳道什·彼得（匈牙利語： Nádas Péter，1942年10月14日—）是匈牙利作家，剧作家，散文家。

## 生平
纳道什在1961年和1963年之间研究新闻学和摄影。1965年至1969年，他曾作为一名记者在布达佩斯杂志工作。他还担任过编剧和摄影师。自1969年以来，他一直是自由职业者。在出版多卷短篇小说后，他在1977年出版了第一部长篇小说《一个家庭的故事的终结》。1986年，他出版了第二部长篇小说《回忆之书》。最近的长篇、3卷本的《并行的故事》出版于2006年。